# Woodson County
Woodson County är ett administrativt område i delstaten Kansas, USA. År 2010 hade countyt 3 309 invånare. Den administrativa huvudorten (County Seat) är Yates Center.

## Geografi
Enligt United States Census Bureau har countyt en total area på 1 309 km². 1 297 km² av den arean är land och 13 km² är vatten.

### Angränsande countyn
- Coffey County - norr
- Anderson County - nordost
- Allen County - öst
- Neosho County - sydost
- Wilson County - söder
- Greenwood County - väst

### Orter
- Neosho Falls
- Toronto
- Yates Center (huvudort)